# Elisa Nájera
Elisa Nájera Gualito (Celaya, 16 agosto 1986) è una modella messicana, incoronata Nuestra Belleza Mexico il 5 ottobre 2007 a Manzanillo.
Il 2 luglio 2008 ha rappresentato il Messico a Miss Universo 2008, che si è svolto a Nha Trang. Alla fine della competizione, Elisa Nájera si è classificata al quinto posto, ed ha ottenuto la fascia di Best in Bikini - Queen Of Vinpearl.